# Keller (Texas)
Keller és una població dels Estats Units a l'estat de Texas. Segons el cens del 2000 tenia 38.082 habitants.

## Demografia
Segons el cens del 2000, Keller tenia 27.345 habitants, 8.827 habitatges, i 7.856 famílies. La densitat de població era de 572,6 habitants/km².
Dels 8.827 habitatges en un 5,23% hi vivien nens de menys de 18 anys, en un 81,3% hi vivien parelles casades, en un 5,6% dones solteres, i en un 11% no eren unitats familiars. En el 8,9% dels habitatges hi vivien persones soles el 2% de les quals corresponia a persones de 65 anys o més que vivien soles. El nombre mitjà de persones vivint en cada habitatge era de 3,09 i el nombre mitjà de persones que vivien en cada família era de 3,3.
Per edats la població es repartia de la següent manera: un 33,7% tenia menys de 18 anys, un 4,7% entre 18 i 24, un 34,7% entre 25 i 44, un 22,5% de 45 a 60 i un 4,3% 65 anys o més.
L'edat mediana era de 35 anys. Per cada 100 dones de 18 o més anys hi havia 97,3 homes.
La renda mediana per habitatge era de 86.232$ i la renda mediana per família de 90.129$. Els homes tenien una renda mediana de 66.969$ mentre que les dones 34.661$. La renda per capita de la població era de 31.986$. Aproximadament l'1% de les famílies i l'1,4% de la població estaven per davall del llindar de pobresa.

## Poblacions més properes
El següent diagrama mostra les poblacions més properes.